# Laprade (Charente)
Laprade ist eine französische Gemeinde mit 249 Einwohnern (Stand: 1. Januar 2022) im Département Charente in der Region Nouvelle-Aquitaine. Die Gemeinde gehört zum Arrondissement Angoulême, zum Kanton Tude-et-Lavalette und zum 2017 gegründeten Gemeindeverband Lavalette Tude Dronne. Die Einwohner werden Lapradiens genannt.

## Geografie
Laprade liegt im Süden der historischen Provinz Angoumois, etwa 55 Kilometer südsüdwestlich von Angoulême an der Dronne. Umgeben wird Laprade von den Nachbargemeinden Pillac im Norden, Nabinaud im Osten und Nordosten, Petit-Bersac im Osten und Südosten, Saint Privat en Périgord im Süden, Aubeterre-sur-Dronne im Südwesten sowie Saint-Romain im Westen.

## Bevölkerungsentwicklung
| Jahr                      | 1962 | 1968 | 1975 | 1982 | 1990 | 1999 | 2006 | 2013 |
| Einwohner                 | 353  | 316  | 265  | 223  | 207  | 209  | 223  | 235  |
| Quelle: Cassini und INSEE |      |      |      |      |      |      |      |      |

## Sehenswürdigkeiten
- Kirche Sainte-Anne
- Schloss Le Janvray, 1895 bis 1900 erbaut

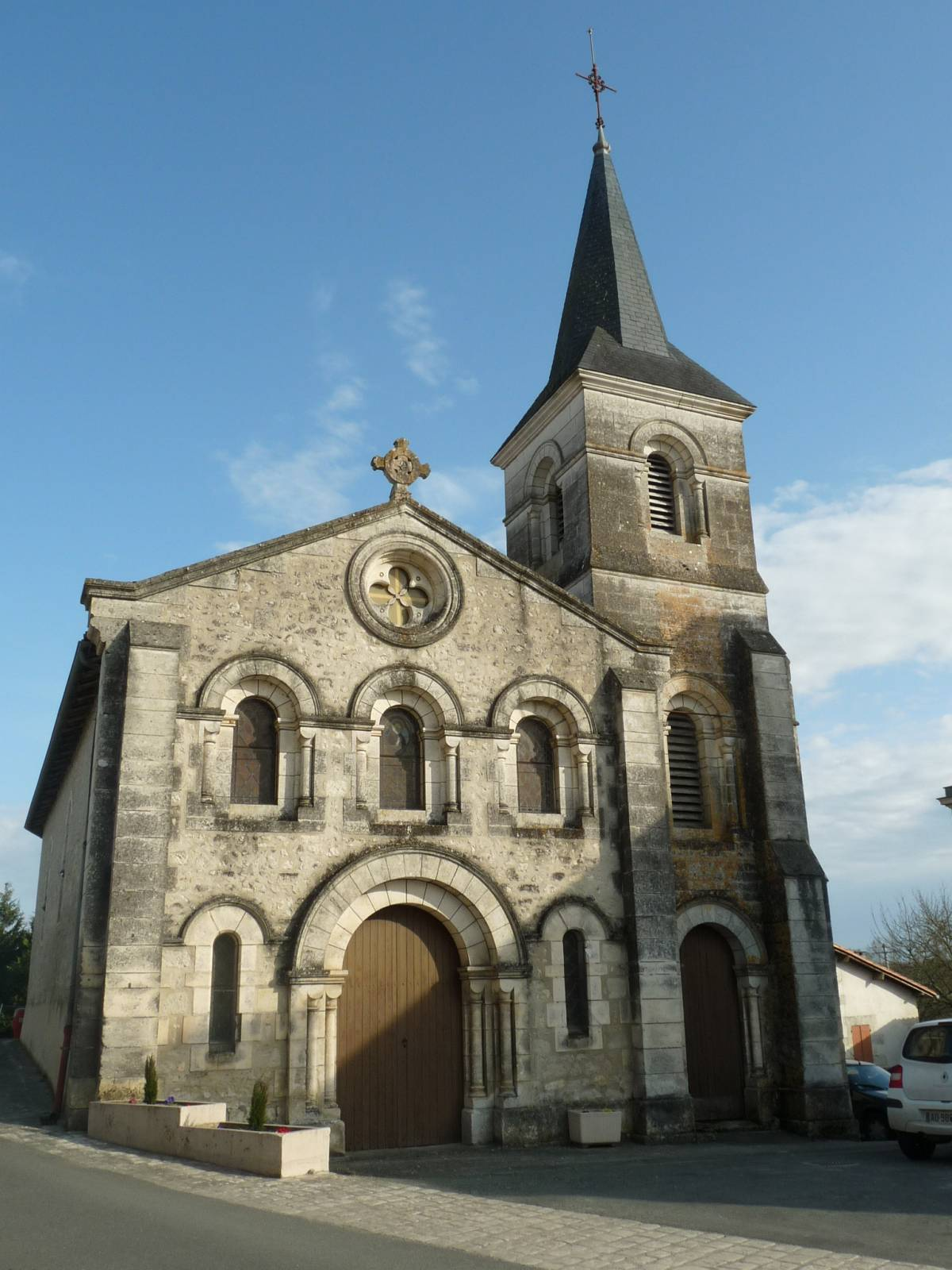
Kirche Sainte-Anne
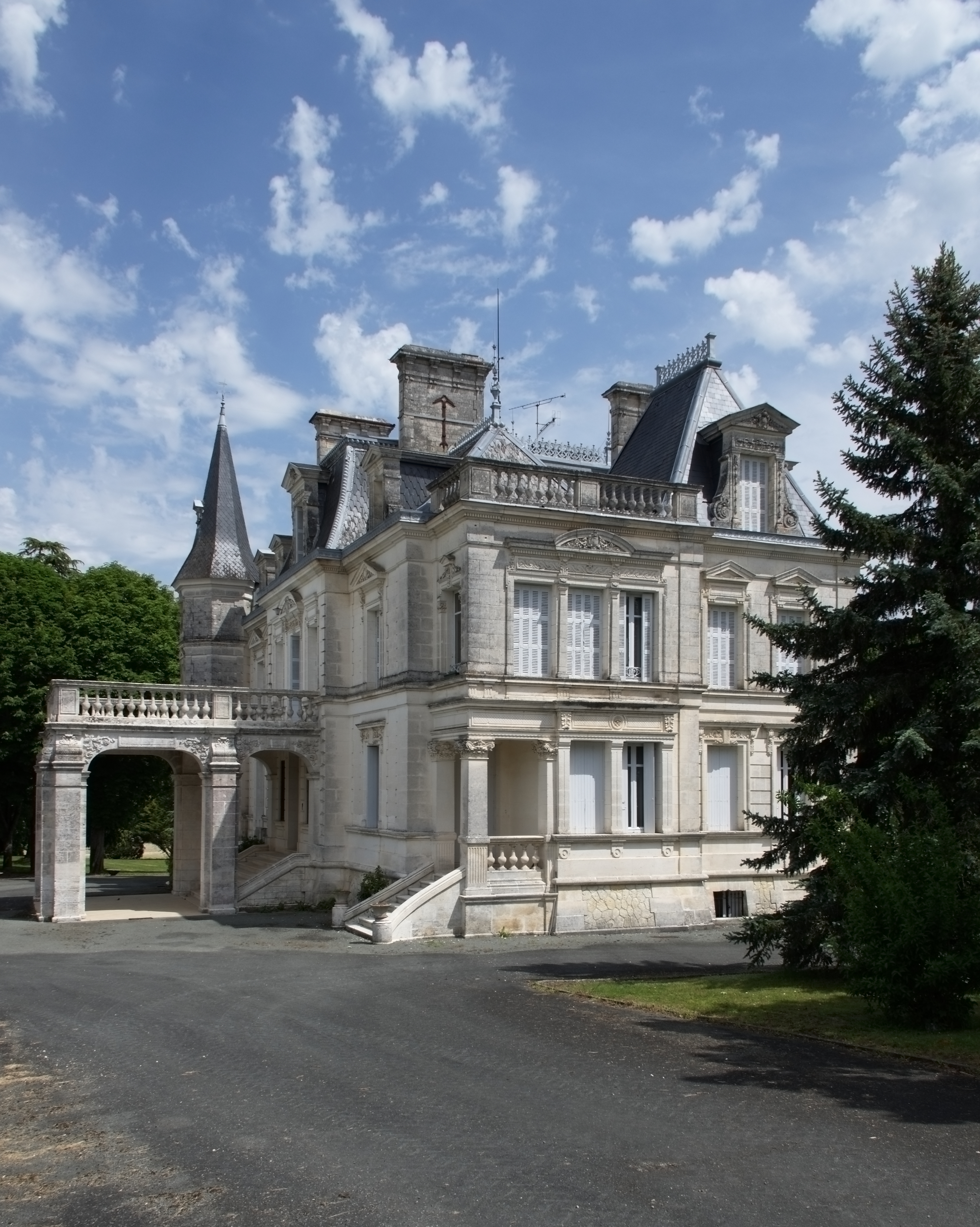
Schloss Le Janvray